# Diego Gelmírez

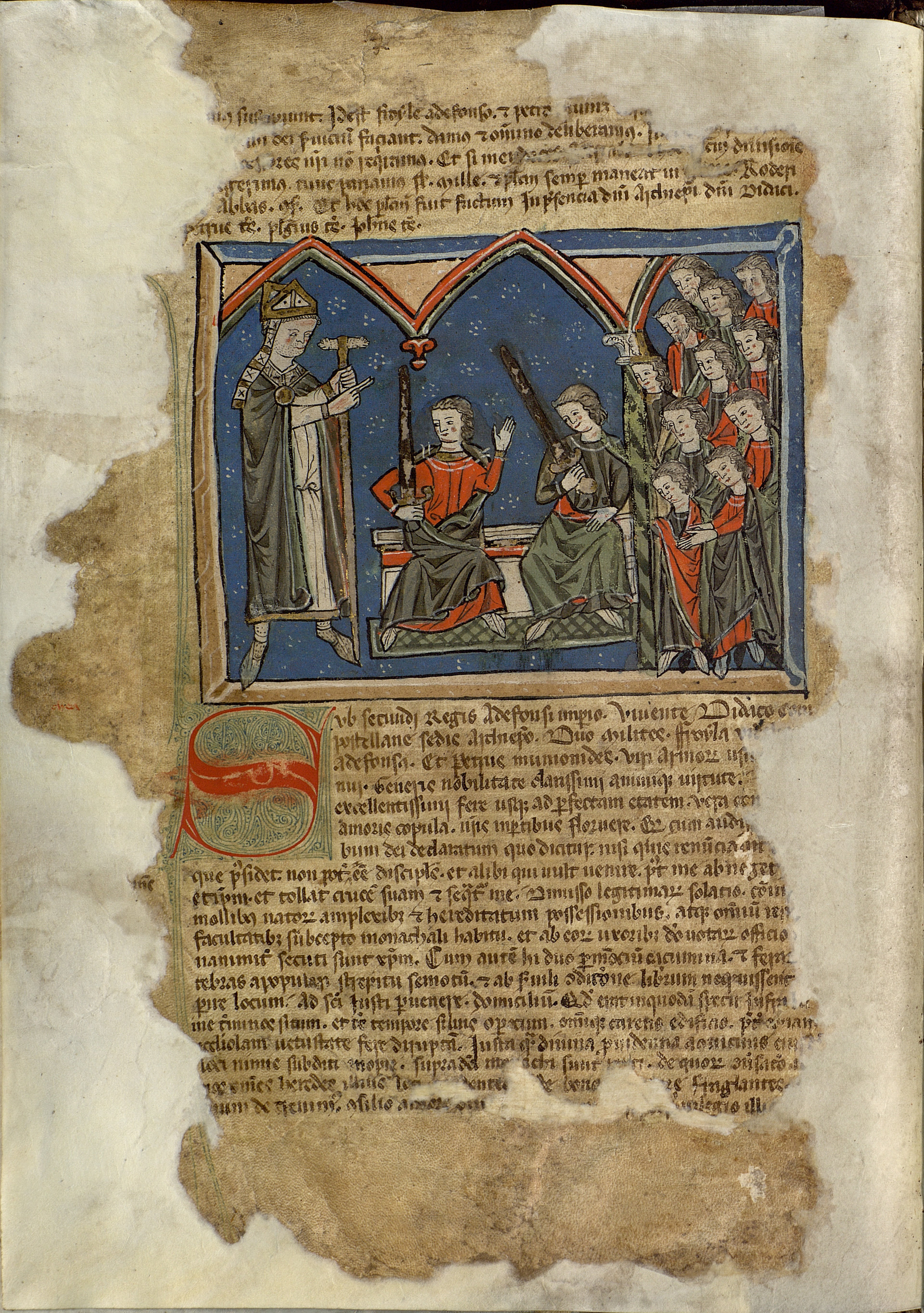
Diego Gelmirez, Alfons VII., Alfons I. (Tumbo de Toxosoutos, 13. Jhd.)

Diego Gelmírez  (* vermutlich um 1069; † 1140) war der erste Erzbischof von Santiago de Compostela.

## Leben
Diego Gelmírez war der Sohn eines galicischen Adligen, der zur Verteidigung der Küste gegen die Normannen nach Iria Flavia abkommandiert war. Nach der grundlegenden Ausbildung an der Kathedralschule in Santiago de Compostela studierte Gelmírez Geisteswissenschaften und begann eine Karriere im Klerus als Kanonikus. Sie entwickelte sich derart rasch, dass er bereits 1096 die Administration der bischofslosen Compostelaner Diözese übernimmt. Im Jahr 1101 wird er zum Bischof geweiht, 1124 zum Erzbischof.
Diego Gelmírez initiierte diverse Prozesse oder führte sie mit großer Energie fort. Dazu gehörten staatsrechtliche Aktionen großen Stils genauso wie die Organisation der Verteidigung gegen die Normannen und die permanente Erhöhung seines Einflusses in Rom. Er wirkte erfolgreich auf die Ernennung Santiagos zum Erzbistum hin. Darüber hinaus war er Mentor des späteren Königs von Kastilien und León, Alfons’ VII.
Auf Gelmírez’ Auftrag hin wurde die Historia Compostellana verfasst, die erste compostelanische Bistumsgeschichte. Wichtigstes und noch heute zu besichtigendes Zeugnis von Bischof Diego Gelmírez’ Wirken ist jedoch die Kathedrale in Santiago, deren Bau sein Vorgänger Diego Pelayez begonnen hatte. Gelmírez trieb ihren Bau mit großer Energie voran. Im Jahr 1120 wurde Santiago Erzbischofssitz, und der Erzbischof Diego Gelmirez wurde zum päpstlichen Legaten ernannt.
Dass soviel energisches Tun nicht immer auf Gegenliebe stieß, zeigen seine zeitweilige Exkommunikation und ein Aufstand der Compostelaner Bürger im Jahre 1117, bei dem das Nordportal der Kathedrale in Flammen aufging und komplett zerstört wurde.